# 파리, 프랑스
《파리, 프랑스》(영어: Paris, France)는 캐나다에서 제작된 제리 치커리티 감독의 1993년 섹스 코미디 드라마 영화이다. 레슬리 호프 등이 출연하였고, 앨런 러빈 등이 제작에 참여하였다.

## 출연진
- 레슬리 호프
- 피터 아우터브리지
- 빅터 어트머니스
- 댄 렛
- 라울 트루히요